# Breaker (Accept)
Breaker è il terzo album in studio del gruppo musicale heavy metal tedesco Accept, pubblicato nel 1981 dalla Brain Records.

## Tracce
1. Starlight
2. Breaker
3. Run If You Can
4. Can't Stand the Night
5. Son of a Bitch
6. Burning
7. Feelings
8. Midnight Highway
9. Breaking Up Again
10. Down and Out

## Formazione
- Udo Dirkschneider – voce
- Wolf Hoffmann – chitarra
- Jörg Fischer – chitarra
- Peter Baltes – basso, voce (Breaking Up Again)
- Stefan Kaufmann – batteria, cori